# Hokitika
Hokitika is een plaats in de regio West Coast op het Zuidereiland van Nieuw-Zeeland, 40 kilometer ten zuiden van Greymouth, aan de monding van de Hokitika-rivier. Er is een klein vliegveld met dagelijkse vluchten naar Christchurch.

## Geschiedenis
Hokitika is gesticht in 1864 door de ontdekking van een goudmijn. Hokitika werd het centrum van de goudkoorts aan de West Coast. Rond 1866 was het een van de steden met de meeste inwoners van Nieuw-Zeeland, maar sindsdien is het inwonertal sterk teruggelopen. 
De tweede roman van de Nieuw-Zeelandse schrijfster Eleanor Catton, Al wat schittert, speelt zich af in de 19e-eeuwse goudvelden bij Hokitika en won in 2013 de Booker Prize.

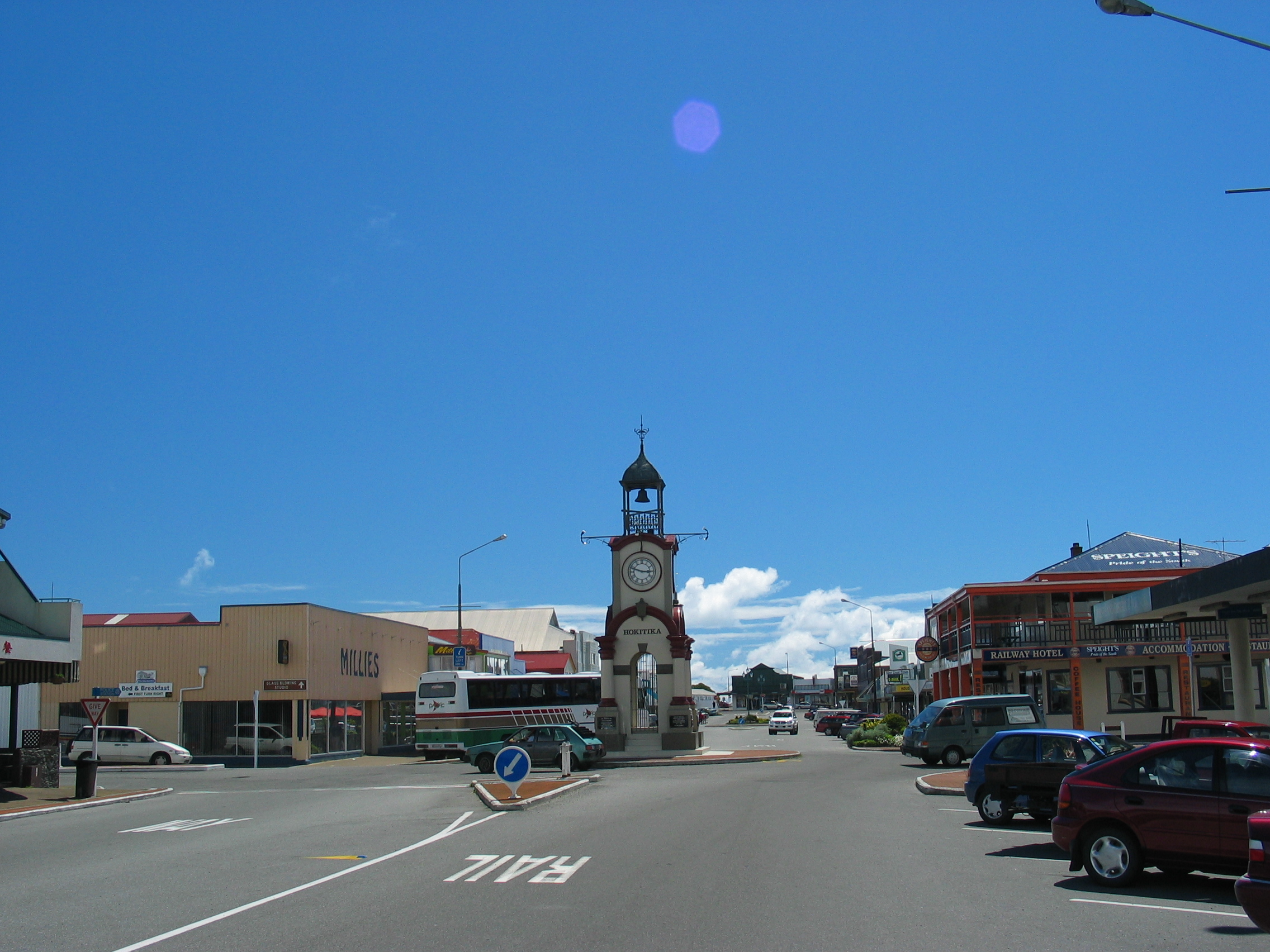
Centrum van Hokitika